# Fritz Otto Ulm
Fritz Otto Ulm (* 14. Februar 1900 in Magdeburg; † 9. Dezember 1967 in Wiesbaden) war ein deutsch-jüdischer Verleger.

## Leben
In der Weimarer Republik war er Mitarbeiter des Vorwärts in Berlin und anderer Zeitungen der SPD. Während der Zeit des Nationalsozialismus lebte er im Untergrund als landwirtschaftlicher Gehilfe. Er war Gründer und Herausgeber des Wiesbadener Kuriers. 1945 erhielt er von der US-amerikanischen Militärregierung zusammen mit Georg Alfred Mayer die Lizenz zur Herausgabe des Wiesbadener Kuriers. Vom hessischen Ministerpräsidenten Georg-August Zinn wurde ihm 1961 das Große Verdienstkreuz der Bundesrepublik Deutschland verliehen. Ulm legte 1965 aus gesundheitlichen Gründen seine Herausgeberschaft nieder.

## Werke
- Fibel für Zeitungsleute, Wiesbadener Verlag, 1950